# Causa formalis
Die causa formalis (zu deutsch: „Formursache“) ist ein Begriff von Aristoteles, der damit eine innere Ursache beschreibt. Sie besteht in der Form (griech. idea oder eidos), der Struktur oder dem Muster, das sich im Seienden findet. Die Bronzestatue beispielsweise entsteht dadurch, dass die Bronze in der Form der Statue gestaltet ist. 
Nach Aristoteles gibt es insgesamt vier Ursachen. Die drei übrigen (ergänzenden) Ursachen sind:
- causa materialis (Stoffursache)
- causa efficiens (Wirkursache)
- causa finalis (Zweckursache)

Die scholastische Philosophie identifiziert causa formalis häufig mit causa exemplaris (der Exemplarursache), die weitgehend identisch ist mit der platonischen Idee (griech. idea). Die Unterscheidung zwischen causa materialis und causa formalis ist eine relative. So ist die Bronze selbst aus einem Stoff und einer besonderen Bronzeform zusammengesetzt, ebenso wie die Bronzestatue als Materie dienen kann, etwa bei der Herstellung von Schmuck.